# أورموج
أورموج (بالإنجليزية: Ormož)‏ هي municipality of Slovenia تقع في سلوفينيا في .[بحاجة لمصدر] يقدر عدد سكانها بـ 17,095 نسمة ومساحتها 212.4 كم2 .